# Calotte glaciaire
Pour les articles homonymes, voir Calotte.
Ne doit pas être confondu avec Calotte polaire, Inlandsis ou Champ de glace.

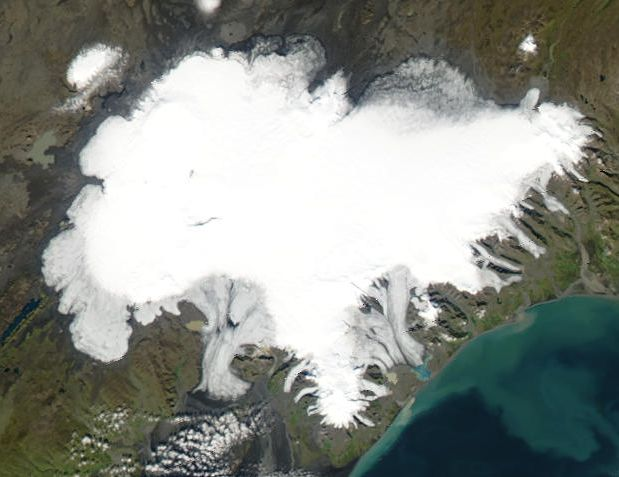
Image satellite du Vatnajökull en Islande.

Une calotte glaciaire est un type de glacier formant une étendue de glace continentale de forte grandeur mais dont la superficie n'excède pas 50 000 km2 (au-delà on parle plutôt d'inlandsis).
En raison de leur position (généralement polaire) et/ou leur vaste surface et de leur albédo, elles jouent un rôle majeur dans la stabilisation du climat de la Terre.

## Paléoenvironnements, paléoclimats
La paléoclimatologie les considère comme l'une des archives climatiques de la Terre, accessible par l'analyse isotopique et chimique des bulles d'air et des composés contenus dans les carottes de glace que l'on peut extraire des calottes grâce à des forages spéciaux. À titre d'exemple, le forage de base antarctique Vostok a atteint plus de 3 620 mètres de profondeur.

## Morphologie
La morphologie des calottes glaciaires n'est pas ou peu affectée par la topographie sous-glaciaire contrairement aux champs de glace.
Leur morphologie se rapproche d'un plateau glacé et enneigé aux parois abruptes. La glace flue sous son propre poids ou selon la gravité. L'ablation de glace se fait par la fonte et par la production de lobes et de digitations glaciaires. Une petite partie de la glace disparait par sublimation.
Un exemple de calotte glaciaire est celle de Vatnajökull en Islande avec 8 100 km2 de superficie.

## Surfaces
Ces calottes s'étendent puis régressent au rythme des cycles glaciaires et interglaciaires. 
En raison de l'augmentation de la production de gaz à effet de serre anthropiques et du réchauffement climatique qu'elles induisent, les calottes glaciaires sont en phase de régression accélérée depuis quelques décennies.

## Effets des activités humaines sur les calottes glaciaires
L'antarctique, très éloigné des continents et des zones hautement industrialisées semble peu pollué, mais l'arctique reçoit, surtout depuis le début de la révolution industrielle d'importants apports aéroportés de polluants (particules, aérosols, composés chimiques, métaux lourds et métalloïdes, radionucléides (à la suite des essais nucléaires atmosphériques, puis à la catastrophe de Tchernobyl). 
La fonte des calottes glaciaire est un enjeu majeur du réchauffement climatique, car pouvant contribuer à l'élévation du niveau de la mer, modifier certains courants marins, et localement la salinité et la densité de l'eau de mer et à l'exacerbation de l'aléa climatique.  
La fonte des glaces polluées peut aussi être source de libération dans l'eau ou l'air (pour le mercure par exemple) de polluants stockés dans les glaces ou neiges superficielles.

## Pression et équilibre isostatique
Une calotte de glace très épaisse pèse considérablement sur le socle géologique sous-jacent et le déplacement des glaciers est sources de contraintes nouvelles. Le socle sous-jacent s'affaisse sous ce poids jusqu'à ce qu'un état d'équilibre isostatique soit atteint.
À l'inverse, si et quand la glace fond massivement et rapidement, la surface du sol va rapidement et significativement remonter pour retrouver sa hauteur initiale jusqu'à ce qu'un nouvel équilibre soit atteint. Des phénomènes de rééquilibrage distant, d'érosion, de déplacement de masse ou de centres de gravité, d'albédo et de montée des océans peuvent également interférer avec ce phénomène.
En phase de glaciation la vitesse d'apparition de la calotte et sa masse modulent les effets sur le substrat. En phase de déglaciation, les réponses de la terre (y compris pour les évènements sismiques comme les tremblements de terre, le volcanisme, etc.) sont plus ou moins rapides et marquées ; selon ou de fonte et la masse perdue[pas clair], mais aussi selon la géographie, la géologie et la nature du substratum profond. Il existe un « contexte glaciaire » spécifique en matière de charge à la surface de la Terre (la fonte de la glace peut se produire à une vitesse bien plus rapide que celle qui caractérise l'érosion d'un massif montagneux de volumes et/ou hauteur et/ou masse comparable).
La réponse isostatique peut elle-même influer sur la dynamique glaciaire. 
Ces phénomènes commencent à être mieux compris et mesurés. En particulier, l'acquisition de données géodésiques sur les « zones de rebond postglaciaire » (ex Fennoscandie) a été grandement facilitée par l'apparition des technologies GPS. On cherche à les modéliser et prévoir avec plus de précisions, ce qui implique d'associer trois types de modélisations complexes portant respectivement sur le changement climatique, le comportement et les réponses du substrat rocheux sous-jacent (isostasie, « glacioeustatisme ») et modélisation de la glace et des glaciers. 